# Kevin Still
Kevin Raymond Still (ur. 19 sierpnia 1960 w Eurece) – amerykański wioślarz, brązowy medalista igrzysk olimpijskich i dwukrotny medalista mistrzostw świata.

## Kariera
Wystartował na igrzyskach olimpijskich w Los Angeles w 1984, gdzie osada USA w składzie: Kevin Still, Robert Espeseth i Doug Herland (sternik) zdobyła brązowy medal w dwójkach ze sternikiem. W finale uplasowali się o 6,82 sekundy za Włochami i o 1,60 sekundy za Rumunami. Na rozgrywanych cztery lata później igrzyskach olimpijskich w Seulu startował w dwójkach podwójnych, jednak odpadł w repasażach pierwszej rundy. 
Dwukrotnie zdobywał brązowe medale w ósemkach: na mistrzostwach świata w Hazewinkel (1985) i mistrzostwach świata w Nottingham (1986).
Kształcił się na Uniwersytecie Kalifornijskim w Los Angeles, uzyskując dyplom z biologii. Po zakończeniu kariery sportowej pracował jako pośrednik nieruchomości, a następnie jako broker ubezpieczeniowy.